# 1995 FE
1995 FE är en asteroid i huvudbältet som upptäcktes den 26 mars 1995 av de båda japanska astronomerna Takeshi Urata och Yoshisada Shimizu vid Nachi-Katsuura-observatoriet.
Asteroiden har en diameter på ungefär 5 kilometer och den tillhör asteroidgruppen Phocaea.